# Gerhard Maywald
Gerhard Kurt Maywald, född 16 april 1913 i Bad Carlsruhe, död 26 december 1998 i Neunkirchen, var en tysk SS-Obersturmführer. Maywald deltog i förintelsen av Lettlands judiska befolkning och var ansvarig för inrättandet av arbets- och koncentrationslägret i Salaspils.

## Biografi
Gerhard Maywald var son till en lokförare. År 1925 gick han med i Deutscher Jugendbund Bismarck, en av många tyska ungdomsorganisationer som hade bildats efter första världskriget. Efter avlagd studentexamen studerade han till folkskollärare och verkade som sådan i Ostfriesland och i Preetz. Han gick in i SA 1933 och blev medlem i Nationalsozialistisches Kraftfahrkorps (NSKK) 1935. Maywald inträdde i Nationalsocialistiska tyska arbetarepartiet (NSDAP) 1937 och anslöt sig till Schutzstaffel (SS) kort därefter.
År 1938 anträdde Maywald polisbanan och efter att ha varit verksam i Kiel och Zwickau kom han att tillhöra Einsatzgruppe A, den mobila insatsstyrka som arkebuserade judar, romer och politiskt oliktänkande i det av Nazityskland ockuperade Lettland. Maywald utsågs till ställföreträdare åt Rudolf Lange, chef för Sicherheitspolizei (Sipo) och Sicherheitsdienst (SD) i Riga. I oktober 1941 inrättade Maywald, på order av Lange, ett arbets- och koncentrationsläger i Salaspils, beläget cirka 20 kilometer sydost om Riga. Detta läger var avsett för judar som hade deporterats från det tyska riket. Maywald initierade i början av år 1942 Aktion Dünamünde, som syftade till att mörda de judar som inte längre ansågs vara arbetsdugliga. Under förespegling att de skulle föras till ett bättre läger, kallat Dünamünde, transporterades judarna till skogsområdet Biķernieki och arkebuserades.
I maj 1942 kommenderades Maywald till Minsk för partisanbekämpning. Han drabbades i oktober samma år av tyfussjukdom och återvände till Tyskland. Han verkade senare vid Kriminalpolizei i Oppeln i Oberschlesien, där han utredde ekonomiska brott. I andra världskrigets slutskede greps Maywald av amerikanska soldater och internerades i ett krigsfångeläger; han släpptes dock redan i maj 1945. År 1976 ställdes Maywald inför rätta inför en domstol i Hamburg. Maywald hävdade att han endast hade lytt order, vilket rätten förkastade som försvar för hans gärningar. I februari 1977 dömdes Maywald till 4 års fängelse för medhjälp till mord på 320 personer inom ramen för Aktion Dünamünde.